# Stefan Therstam
Olov Rune Stefan Therstam, född 9 juli 1958 i Eskilstuna, Södermanlands län, är en svensk organist och professor. 
Therstam studerade vid Kungliga Musikhögskolan i Stockholm för Gotthard Arnér och Rune Engsö i solistiskt orgelspel samt för Anders Bondeman i orgelimprovisation. Kyrkomusikerutbildningen följdes av solistlinjen i orgel och avslutades med diplomexamen. Genom Musikaliska Akademiens stora utlandsstipendium fortsatte han studierna, huvudsakligen för Bernard Bartelink och André Isoir.
1988 vann han den internationella orgelimprovisationstävlingen i Haarlem i Holland. 
Therstam är sedan 1999 organist i Engelbrektskyrkan i Stockholm. Han har också en professur i orgelimprovisation vid Kungliga Musikhögskolan och undervisar där sedan 1985 i såväl liturgiskt orgelspel som improvisation. Åren 2006–2015 var han även prefekt för institutionen för klassisk musik vid Kungliga Musikhögskolan.
Stefan Therstam konserterar regelbundet inom och utom Sverige. Hans verksamhet inkluderar internationella juryuppdrag och föreläsningar. Han har medverkat vid ett flertal inspelningar på CD samt för svensk och utländsk radio och TV.